# (73292) 2002 JU65
(73292) 2002 JU65 – planetoida z pasa głównego asteroid okrążająca Słońce w ciągu 4,26 lat w średniej odległości 2,63 j.a. Odkryta 9 maja 2002 roku.